# Stipan Kopilović (slikar)
Stipan Kopilović (Bajmak, 24. ožujka 1877. – Bačka Topola (hrv. "Topolje"), 18. ožujka 1924.) je bio bački hrvatski slikar impresionist. U mađarskim ga se izvorima naziva István Kopilovics.
Rodio se u siromašnoj obitelji bunjevačkih Hrvata, kao sedmo dijete. Prvi mu je posao bio posao brijačkog učenika. Jednom kad je neka od stranaka primijetila njegov slikarski dar, preporučila ga je mađarskom grafičaru Gustávu Morelliju (1848. – 1909.) koji je bio profesor i ravnatelj Mađarske zemaljsko-kraljevske škole za crtanje (Mintarajztanodá) u Budimpešti, od 1883. godine predavao na Školi primijenjenih umjetnosti.
Iako Kopilović nije ostavio mnogo djela iza sebe (dosad se zna za 23 njegova djela), za povijest umjetnosti je bitan što njimie dolazi do preokreta u likovnoj djelatnosti bačkih Hrvata, jer se tematikom odvojio od lokalnog izričaja. 
Slikao je u tehnici ulja, a nekoliko slika mu ukrašava zidove u crkvi u Bajmaku.
U spomen Stipanu Kopiloviću je u listopadu 2007., u subotičkoj Zavičajnoj galeriji "Dr Vinko Perčić", postavljena izložba nazvana "Impresionisti". Organizator izložbe u čast Stipana Kopilovića bio je predsednik upravnog odbora galerije i njegov dugogodišnji poštovalac Miroslav Pejić.
2011. je godine Zavod za kulturu vojvođanskih Hrvata u svojoj biblioteci Prinosi za istraživanje likovne baštine objavio knjigu Bele Durancija "Slikar Stipan Kopilović 1877. – 1924.« ". Ostali suradnici na projektu su bili urednik Tomislav Žigmanov, stručna suradnica Olga Šram, likovni opremitelj Darko Vuković, tehnički urednik Gábor Mészáros, fotografije Augustin Juriga.
Danas se ulica u Subotici zove po Stipanu Kopiloviću.

## Vanjske poveznice
- Klasje naših ravni  Arhivirana inačica izvorne stranice od 3. listopada 2006. (Wayback Machine)
- Radio-Subotica  Arhivirana inačica izvorne stranice od 5. ožujka 2016. (Wayback Machine) Izložba posvećena slikaru Stipanu Kopiloviću
- WorldCat Bela Duranci, Augustin Juriga: Slikar Stipan Kopilović : 1877-1924, Subotica : Subotičke novine, 1990.